# Interkonfessionelle Ehe
Eine interkonfessionelle Ehe ist eine Ehe zwischen den Angehörigen zweier Konfessionen oder Denominationen innerhalb derselben Religion. Im ökumenischen Dialog bezieht sich dieser Begriff auf Christen, die miteinander die Ehe eingehen wollen. Die interkonfessionelle Ehe wird auch als konfessionsverbindende Ehe, konfessionsverschiedene Ehe oder im Sprachgebrauch des römisch-katholischen Kirchenrechts als Mischehe (matrimonium mixtum) bezeichnet. Der Begriff Mischehe ist im deutschsprachigen katholischen Raum nach dem Zweiten Vatikanischen Konzil durch den Begriff konfessionsverschiedene Ehe (Schweiz: bekenntnisverschiedene Ehe) ersetzt worden, aber noch umgangssprachlich üblich.

## Geschichte

### Alte Kirche
In der Alten Kirche war die Ehe eines Christen mit einem ungetauften Partner der Normalfall und wurde, auch aus missionstaktischen Erwägungen, von der Kirche gutgeheißen. Schon im Neuen Testament kommt das Thema vor: 1 Petr 3,1–2  betont die Chance, den Ehepartner zu missionieren, 1 Kor 7,16  weist darauf hin, dass das nicht immer möglich sei. Die Theologen der Spätantike nahmen unterschiedliche Positionen ein: Cyprian von Karthago lehnte die Mischehe insgesamt ab, Augustinus und Johannes Chrysostomos unterschieden zwischen leichtfertigem und verantwortlichem Eingehen einer solchen Ehe.
Seit dem 4. Jahrhundert erließen einige Synoden Mischehenverbote:
- Synode von Elvira (um 309): Strafe für Eltern, die ihre Tochter mit einem Heiden, Juden oder christlichen Häretiker verheirateten;
- Synode von Arles (314): Kurzzeitiger Ausschluss von der Kommunion für Christinnen, die einen Heiden heiraten.

In beiden Fällen erforderte die Heirat eines christlichen Mannes mit einer nicht der katholischen Kirche angehörigen Frau angesichts der damaligen patriarchalen Familienstruktur überhaupt keine Regelung.
- Synode von Laodikeia (um 372): Verbot einer unterschiedslosen Mischehe, Ermunterung zu einer solchen, wenn der Partner die Absicht äußert, künftig Christ zu werden;
- Konzil von Chalcedon (451): Der niedere Klerus wird verpflichtet, auch bei einer Mischehe die katholische Erziehung der eigenen Kinder sicherzustellen.

### Weitere Entwicklung im lateinischen Westen
Seit dem 13. Jahrhundert war in der Westkirche eine ohne Dispens eingegangene Mischehe ungültig. Das Tridentinische Konzil erschwerte die Ehe zwischen einem Katholiken und einem nichtkatholischen Christen durch die sogenannte Formpflicht: Im Dekret Tametsi wurde geregelt, dass „diejenigen, die anders als vor dem Pfarrer oder einem delegierten Priester und zwei oder drei Zeugen die Ehe zu schließen versuchen, unfähig sind, so eine Ehe zu schließen.“

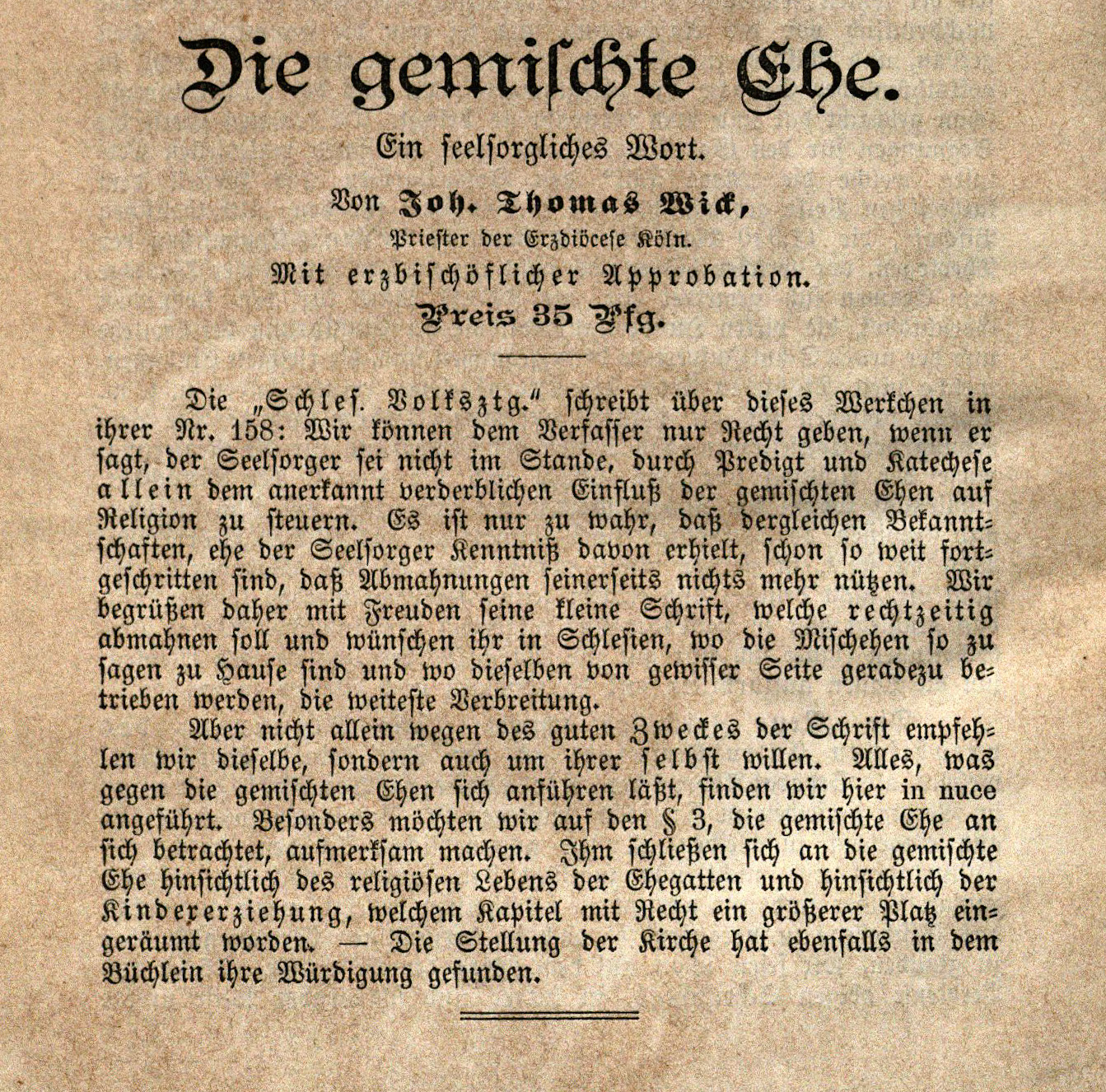
Werbung für ein Buch, das Argumente gegen die Mischehe bietet (1877)

In protestantischen Territorien setzte sich mittelfristig nicht Martin Luther mit seiner Auffassung durch, die Ehe sei ein „weltlich Ding“, sondern Philipp Melanchthon: die Ehe sei eine causa mixta, und im 16. Jahrhundert wurden Konsistorien für Ehesachen aufgebaut, die mit Theologen und Juristen besetzt waren. Im 17. Jahrhundert wurde das protestantische Eherecht von der damals modernen Naturrechtslehre beeinflusst. Mischehen wurden abgelehnt, vielfach aber mit Berufung auf den Apostel Paulus auch geduldet (mit der Hoffnung auf die Konversion des Ehepartners). „Zwar wurde vor einer Ehe mit Katholiken oder Reformierten gewarnt und die priesterliche Einsegnung in den einzenen Territorien an unterschiedliche Bedingungen geknüpft, doch ein aufschiebendes Ehehindernis, wie nach kanonischem Recht, bildeten bekenntnisverschiedene Ehen nur unter partikularrechtlichem Einfluss.“ In Sachsen z. B. erteilte der Landesherr die erforderliche Dispens unter der Bedingung, dass alle Kinder lutherisch erzogen wurden.
Papst Benedikt XIV. beschränkte 1741 die Formpflicht für Holland und Belgien auf rein katholische Ehen; später wurde diese Regelung auch auf andere Gebiete ausgedehnt. Pius X. hob 1906 die tridentinische Formpflicht bei nicht rein katholischen Ehen auf dem Gebiet des Deutschen Reiches auf.
Der Mischehenstreit der 1830er-Jahre führte zu den Kölner Wirren. Auch in den Anfängen des 20. Jahrhunderts kam es noch zum Ausschluss aus der Kirchengemeinde, wenn evangelische Christen eine katholische Erziehung der aus der Ehe hervorgehenden Kinder zugesagt hatten. Unter dem Druck des Nationalsozialismus stellten beide Kirchen ihre konfessionellen Rivalitäten zurück, aber diese lebten in der Bundesrepublik Deutschland alsbald wieder auf. Beide Seiten betrieben „konfessionelle Identitätssicherung.“ Stärker als alle kirchlichen Regelungen oder Empfehlungen wirkte sich aber der Sozialdruck einer Dorfgemeinschaft im Alltag aus: in mehrheitlich evangelischen Dörfern heiratete ein gemischtkonfessionelles Paar meist evangelisch, in mehrheitlich katholischen Dörfern katholisch.

#### Römisch-katholisches Kirchenrecht vor dem Zweiten Vatikanischen Konzil
Der Ehe zwischen zwei gültig getauften Personen, von denen ein Partner der römisch-katholischen Kirche angehörte und der andere nicht, stand die Bekenntnisverschiedenheit als „verbietendes Ehehindernis“ entgegen. „Wird sie katholisch geschlossen, so ist sie auch ohne Dispens gültig (c.1060, IOmatr c.50), wenngleich strafbar.“ Diese Dispens war seitens der Kirche nur eine Duldung, die Schlimmeres verhüten sollte, und wurde unter der Bedingung erteilt, dass die Brautleute sich verpflichteten, bestimmte Bedingungen zu erfüllen, insbesondere die katholische Taufe und Erziehung aller aus der Ehe hervorgehender Kinder; darüber war ein Protokoll zu erstellen, von dem das Brautpaar eine Zweitschrift erhielt. Da in Deutschland nach § 4 des Reichsgesetzes über die religiöse Kindererziehung (5. Juli 1921) „Verträge über die religiöse Erziehung eines Kindes ohne bürgerliche Wirkung sind“, wurde eine eidliche oder eidesstattliche Erklärung des katholischen Partners vor katholischen Zeugen gefordert.
Wenn ein Mitglied der römisch-katholischen Kirche vor dem Zweiten Vatikanum ohne Dispens eine Mischehe einging, hatte das den Ausschuss von kirchlichen Ehrendiensten und Sakramentalien bis zur Verhängung einer Strafe durch den Oberhirten zur Folge. Mit dem Kirchenbann bestraft wurde:
- Bekunden des Ehewillens vor einem „nichtkatholischen Religionsdiener“, es sei denn, dieser war Standesbeamter;
- Eingehen einer Ehe mit der ausdrücklichen oder stillschweigenden Abmachung, einige oder alle Kinder außerhalb der katholischen Religion zu erziehen;
- Einwilligung in die Taufe eines Kindes durch einen nichtkatholischen Religionsdiener.

Die katholischen deutschen Bischöfe erklärten 1958 in einem Hirtenwort: „Wer vor der Mischehe warnt, stört nicht den konfessionellen Frieden. [...] Wer vor der Mischehe warnt, hilft vor Leid und seelischen Konflikten bewahren; er dient dem religiösen Frieden.“

#### Evangelische „Aufklärung“
Evangelische Pfarrer und Missionare versuchten in der Nachkriegszeit verstärkt, ihre Gemeindeglieder von Ehen mit katholischen Partnern schon im Vorfeld abzubringen. Es hieß nun beispielsweise, für einen evangelischen Christen, „der seinen Glauben ernst nimmt,“ sei eine katholische Trauung „unmöglich.“ Man solle sich prüfen, ob Gott statt des Katholiken, mit dem man eine Beziehung eingegangen sei, nicht vielmehr einen evangelischen Partner ausersehen habe. Damit reagierten evangelische Pfarrer auch auf Erfahrungen mit aggressiv anti-protestantischen katholischen Pfarrern, die auf interkonfessionelle Ehen Druck ausübten. 1960 hieß es warnend in der evangelischen Zeitschrift Frau und Mutter: „Wenn ein evangelischer Christ sich katholisch trauen läßt, heiratet er nicht nur seinen katholischen Ehegatten, sondern die ganze katholische Verwandtschaft mit und den katholischen Pfarrer dazu.“ Wenn aller Aufklärung und Warnung ungeachtet ein evangelischer Christ doch katholisch geheiratet hatte, sollte er in seiner Situation seelsorgerlich begleitet werden.

#### Katholisches Kirchenrecht seit dem Zweiten Vatikanischen Konzil
Das Zweite Vaticanum reformierte das Mischehenrecht in dem Schema Voti de matrimonii sacramento, Art. 5. Weitere Stationen waren: die Instruktion Matrimonii sacramentum (18. März 1966), die deutsche Bischofssynode von 1967, das Apostolische Schreiben Motu proprio Matrimonia mixta über die rechtliche Ordnung der Mischehen (31. März 1970). Danach gilt:
- Es ist verboten, eine konfessionsverschiedene Ehe einzugehen, wenn keine ausdrückliche Erlaubnis der zuständigen kirchlichen Autorität vorliegt.
- Die Erlaubnis wird bei einem gerechten und vernünftigen Grund erteilt, wenn die in c.1125 genannten Bedingungen erfüllt sind.
- Von der kanonischen Form der Eheschließung kann der Ortsordinarius im Einzelfall dispensieren zugunsten irgendeiner öffentlichen Form der Eheschließung.
- Die „Doppeltrauung“ ist verboten.
- Eine Konsenserfragung durch den katholischen Pfarrer und den Amtsträger einer nichtkatholischen Kirche bzw. kirchlichen Gemeinschaft ist verboten.

#### Seelsorgerliche Praxis
Papst Johannes Paul II. wies in dem Apostolische Schreiben Familiaris consortio von 1981 auf zahlreiche positive Werte hin, die in einer konfessionsverbindenden Ehe gelebt werden: „Dies trifft insbesondere zu, wenn beide Ehepartner ihren religiösen Verpflichtungen nachkommen. Die gemeinsame Taufe und die dynamische Kraft der Gnade sind in diesen Ehen für die Gatten Grundlage und beständige Anregung, ihrer Einheit im Bereich der sittlichen und geistlichen Werte im Leben Gestalt zu geben.“ Eine Ehe, „die voll aus dem Glauben der beiden christlichen Gatten gelebt wird“, habe auch ökumenische Bedeutung. Schon bei der Ehevorbereitung solle „ein herzliches Zusammenwirken zwischen den katholischen und nichtkatholischen Geistlichen“ angestrebt werden, „auch wenn es nicht immer einfach ist“.

#### Statistik
In den 1920er Jahren waren rund 10 % der christlichen Ehen konfessionsverschieden. In der Nachkriegszeit betrug der Anteil 20 %, 1985 waren es rund ein Drittel aller christlichen Eheschließungen in der Bundesrepublik Deutschland. In einigen Regionen Deutschlands liegt ihr Anteil bei bis zu 50 %.

### Stellung der Orthodoxen Kirche zu interkonfessionellen Ehen
Die Frage der Mischehen war schon im Vorbereitungsprozess für das erste neuzeitliche allorthodoxe Heilige und Große Konzil von 2016 kontrovers. Der georgische Patriarch Ilia II. sprach sich gegen den vorgelegten Entwurfstext aus, und die georgische Kirche nahm dann nicht am Konzil teil, weil sie eine rigorosere Haltung zu Mischehen einnimmt. Während eine Ehe zwischen einem orthodoxen Christen und einem Nichtchristen kategorisch verboten ist, hatte der Entwurf bei der Ehe zwischen orthodoxen und nicht-orthodoxen Christen die Möglichkeit einer Segnung „aus Barmherzigkeit und Menschenliebe“ eröffnet.
Auf dem Konzil wurde schließlich folgender Text angenommen: „a) Die Ehe von orthodoxen mit nichtorthodoxen Christen ist gemäß kanonischer Akribie verboten (72. Kanon in Trullo). b) Die Möglichkeit der Anwendung der kirchlichen Oikonomia in Bezug auf die Ehehindernisse muss von der Heiligen Synode einer jeden autokephalen orthodoxen Kirche entsprechend den Prinzipien der hll. Kanones und im Geist pastoraler Sorge zum Ziel des Heils der Menschen wahrgenommen werden.“
Die Möglichkeit der Segnung einer Ehe zwischen einem Mitglied der griechisch-orthodoxen Kirche und einem Mitglied der römisch-katholischen oder der evangelischen Kirche besteht schon länger und wurde zwischen der Gemeinsamen Kommission der Griechisch-Orthodoxen Metropolie von Deutschland und der Deutschen Bischofskonferenz 1993 vereinbart; 2006 erfolgte eine entsprechende Vereinbarung mit der EKD. Darin wurde vereinbart, dass die kirchliche Eheschließung („Sakrament der Krönung“) nach orthodoxem Ritus vollzogen wird; auch soll der orthodoxe Partner zusagen, die Kinder aus dieser Ehe orthodox taufen zu lassen, was mit der Verpflichtung kollidiert, die ein Mitglied der römisch-katholischen Kirche gegenüber seiner Kirche eingeht, um die Dispens zur Heirat mit einem Nichtkatholiken zu erhalten.

## „Ökumenische Trauung“
Das Brautpaar entscheidet bei einer gemischt-konfessionellen Ehe, in welcher Kirche die Trauung stattfinden soll. Die Trauung erfolgt dann nach der Ordnung dieser Kirche. Einige Paare äußern den Wunsch, dass Geistliche beider Konfessionen bei der Trauung mitwirken. 1970 vereinbarten die deutsche Bischofskonferenz und der Rat der EKD für diesen Fall zwei Ordnungen der Trauung – nach dem katholischen und nach dem evangelischen Trauritus. In der evangelischen Kirche ist die „ökumenische Trauung“ also eine evangelische Trauung unter Mitwirkung eines katholischen Geistlichen – und umgekehrt. (Eine Ausnahme gilt für den Bereich der Erzdiözese Freiburg und der Evangelischen Landeskirche in Baden, wo die Möglichkeit einer ökumenischen Trauung nach Formular C besteht.) Eine Erneuerung der Trauagenden in beiden Kirchen machte 1992 eine Neubearbeitung dieser Ordnungen erforderlich, in die auch die seit 1970 gewonnenen Erfahrungen eingingen. In den Gliedkirchen der EKD sind verschiedene Trauagenden in Gebrauch; die Ordnung orientiert sich an der Trauliturgie der VELKD von 1988; der katholischen Ordnung liegt Die Feier der Trauung in einem Wortgottesdienst aus dem Trauungsrituale Die Feier der Trauung in den katholischen Bistümern des deutschen Sprachgebietes (1992) zugrunde.
| Ökumenische Trauung in einer evangelischen Kirche | Ökumenische Trauung in einer katholischen Kirche |
| ------------------------------------------------- | ------------------------------------------------ |
| Empfang des Brautpaares                           |                                                  |
| Einzug                                            |                                                  |
| Lied der Gemeinde                                 |                                                  |
| Gruß                                              |                                                  |
| Einführung                                        |                                                  |
| Psalmgebet/Eingangsgebet                          | Eröffnungsgebet                                  |
| Schriftlesung                                     | Lesungen und Gesänge zu den Lesungen             |
| Predigt                                           | Homilie                                          |
| Gottes Wort für die Ehe                           |                                                  |
| Traubekenntnis                                    | Befragung der Brautleute                         |
|                                                   | Segnung der Ringe                                |
| Übergabe der Ringe und Handreichung               | Vermählung                                       |
|                                                   | Bestätigung der Vermählung                       |
| Segnung                                           | Feierlicher Trauungssegen                        |
| Lied der Gemeinde                                 |                                                  |
| Fürbitten                                         |                                                  |
| Gebet des Herrn                                   |                                                  |
| Überreichung von Gaben                            |                                                  |
| Segen                                             | Schlußsegen                                      |
|                                                   | Entlassung                                       |
| Auszug                                            |                                                  |

## Organisation konfessionsverbindender Paare
Mit Netzwerk Ökumene (konfessionsverbindende Paare und Familien in Deutschland) wurde 1999 eine bundesweite Initiative gegründet, die die Interessen dieser Paare vertritt. Die Patenschaft von Netzwerk Ökumene haben Bischof Gebhard Fürst (Diözese Rottenburg), Bischof Walter Klaiber (evangelisch-methodistische Kirche) und der emeritierte Bischof Gerhard Maier (Evangelische Landeskirche in Württemberg) übernommen.
Die konfessionsverschiedenen Paare in Deutschland sind auch eingebunden in eine weltweite Bewegung, die sich zuletzt bei der II. Weltkonferenz konfessionsverbindender Paare 2003 in Rom traf.

### Kirchliche Verlautbarungen
- Apostolisches Schreiben Motu proprio Matrimonia mixta über die rechtliche Ordnung der Mischehen (31. März 1970): PDF.
- Deutsche Bischofskonferenz, Rat der Evangelischen Kirche in Deutschland (Hrsg.): Gemeinsame Feier der kirchlichen Trauung. Ordnung der kirchlichen Trauung für konfessionsverschiedene Paare unter Beteiligung der zur Trauung Berechtigten beider Kirchen. EVA Leipzig, Verlag Herder Freiburg, Lutherisches Verlagshaus Hannover, Verlag Friedrich Pustet Regensburg 2. Auflage 1997.
- Zur konfessionsverschiedenen Ehe. Gemeinsames Wort der Deutschen Bischofskonferenz und des Rates der Evangelischen Kirche in Deutschland 1985: PDF.
- Gemeinsame kirchliche Empfehlungen für die Ehevorbereitung konfessionsverschiedener Partner, hrsg. vom Sekretariat der Deutschen Bischofskonferenz und der Kirchenkanzlei der EKD: PDF.

### Monographien
- Beate Beyer, Jörg Beyer: Konfessionsverbindende Ehe. Impulse für Paare und Seelsorger. Matthias-Grünewald-Verlag, Mainz 1986, ISBN 3-7867-1244-1 (Ergänzte und überarbeitete Neuausgabe der 2. Auflage von 1987, 1. Taschenbuchauflage. ebenda 1991, ISBN 3-7867-1545-9, (Topos-Taschenbücher 205)).
- Dagmar Freist: Glaube - Liebe - Zwietracht: Religiös-konfessionell gemischte Ehen in der Frühen Neuzeit. Walter de Gruyter, Berlin / Boston 2017.
- Friedrich Kunstmann: Die gemischten Ehen unter den Konfessionen Teutschlands. Manz, Regensburg 1839. (Digitalisat)
- Walter Schöpsdau: Konfessionsverschiedene Ehe. Ein Handbuch (= Bensheimer Hefte Nr. 61). Vandenhoeck & Ruprecht, 3. völlig neu bearbeitete Auflage 1995.
- Jovan Stojanovic: Interkonfessionelle Ehen: Die kirchenrechtliche und pastorale Praxis der Orthodoxen Kirche. AVM, München 2013, ISBN 978-3-86924-508-9.
- Literaturliste bei Netzwerk Ökumene